# Xvid
Xvid (anteriormente "XviD") es el nombre de un popular códec desarrollado como un proyecto de software libre por programadores voluntarios de todo el mundo, después de que el proyecto OpenDivX fuera cerrado en julio de 2001. Xvid está basado en el estándar MPEG-4 ASP. El formato fue creado como una alternativa libre a otros códecs comerciales de vídeo. Su calidad y eficiencia lo han convertido en uno de los códecs más populares. La reproducción de películas Xvid está soportada en los reproductores de DVD más modernos. 
Las películas codificadas en Xvid ofrecen vídeos de alta calidad en archivos de tamaño reducido, además de llevar menos tiempo su compresión que en MPEG-2 debido a un algoritmo de compresión más avanzado. El vídeo usualmente se combina con audio MP3, o AC3 para tener audio y vídeo de alta calidad. Estos factores y el hecho de que el códec se distribuya de forma libre han contribuido al éxito de este formato.
Cuando se instala el códec de Xvid se proporcionan al sistema las instrucciones y el soporte específico para comprimir y descomprimir vídeo en el formato Xvid. Una vez que se ha instalado el códec Xvid el sistema estará preparado para reproducir películas Xvid, usando el Reproductor de Windows Media, cualquier otro reproductor habilitado para usar DirectShow o, en caso de sistemas operativos que no sean de la familia Microsoft Windows, con un reproductor preparado para usar dicho codec como, por ejemplo, el software de reproducción de videos multiplataforma VLC.

## Características
- Uso de B-frames, o fotogramas bidireccionales, que almacenan entre dos fotogramas, uno anterior y otro posterior, su compresión suele ser superior a los cuadros llave (keyframes) y p-frames.
- Quarter pixel (Q-pel), se trabaja con una precisión doble en los vectores de movimiento de los bloques en la compensación del movimiento, es más útil en resoluciones bajas.
- Global motion compensation (GMC) o compensación global de movimiento, que entra en juego en giros de cámara y zum, consiste en almacenar los vectores de movimiento de forma global (en relación con unos pocos) y consiguiendo hacer que muchos valgan 0, reduciendo su tamaño.
- Entrelazado, ideal para imágenes entrelazadas como la televisión, ya que mejora mucho la compresión y el resultado final en estos casos, ya que si se comprime una señal entrelazada como si no lo fuera, las líneas horizontales adyacentes, serán muy diferentes en escenas de movimiento, reduciendo la redundancia espacial, que es uno de los pilares de la compresión de video.
- Cuantización adaptativa es una innovación psicovisual de Xvid, en ella se emplean diferentes matrices de cuantización por cada macrobloque, comprimiendo más fuerte aquellos que son muy claros o muy oscuros, ya que son menos notables por el ojo que en los de tonalidad media.
- Pueden usarse matrices de cuantización MPEG, H.263 y también personalizadas. MPEG, ofrece imágenes más nítidas, con gran detalle, ideal para altas tasas de bits (por ejemplo en ripeos a 2 CD). H.263 ofrece imágenes más suavizadas, permite disimular la formación de bloques cuando se necesita usar bajas tasas de bits, esto también se traduce en una imagen más borrosa y de menor detalle. Las matrices personalizadas permiten adaptarlo a elección del usuario, pero solo son recomendables para usuarios avanzados.

Un detalle importante es que GMC y Q-pel no suelen estar soportados por los reproductores de DVD con MPEG-4 más antiguos y la compresión en general, no es soportada por DVD que no admitan MPEG-4 ASP, ya que es un formato de este tipo.